# 塔莫拉 (內布拉斯加州)
塔莫拉（英語：Tamora）是位於美國內布拉斯加州蘇厄德縣的普查規定居民點。

## 歷史
塔莫拉的郵局於1879年設立，其後於1968年停運。

## 人口
根據2020年美國人口普查的數據，塔莫拉的面積為2.58平方千米，當中陸地面積為2.56平方千米，而水域面積為0.02平方千米。當地共有人口44人，而人口密度為每平方千米17.05人。